# عمر سلیمان (خواننده)
عمر سلیمان (انگلیسی: Omar Souleyman؛ ۱۹۶۶ – ) خواننده و موسیقی‌دان اهل سوریه است. عمر سلیمان نوازنده‌ای از روستای تل تمر در نزدیکی شهر سری‌کانی در منطقهٔ شمال شرقی سوریه است. او کار خود را به عنوان یک خواننده عروسی در زادگاه خود استان حسکه شروع کرد. این هنرمند از سال ۱۹۹۴ میلادی تاکنون مشغول فعالیت بوده‌است.